# 黑沟乡
黑沟乡，是中华人民共和国辽宁省本溪市桓仁满族自治县下辖的一个乡镇级行政单位。

## 行政区划
黑沟乡下辖以下地区：
黑沟村、大川村、石虎村、六道沟村和国营大东沟参茸场村。